# Bataille de la baie de Køge (1710)
Cet article concerne la bataille livrée durant la Grande Guerre du Nord. Pour la bataille de 1677 au même endroit, voir Bataille de la baie de Køge.
Grande Guerre du Nord
Batailles
- Riga I
- Narva I
- Daugava
- Rauge
- Erastfer
- Kliszów
- Hummelshof
- Nöteborg
- Saladen
- Pułtusk
- Jēkabpils
- Narva II
- Poznań
- Punitz
- Gemauerthof
- Varsovie
- Hrodna
- Fraustadt
- Kletsk
- Kalisz
- Holowczyn
- Malatitze
- Lesnaya
- Poltava
- Perevolochna
- Helsingborg
- Viborg
- Riga II
- Baie de Køge
- Fladestrand
- Gadebusch
- Bender
- Pälkäne
- Storkyro
- Hangö Oud
- Fehmarn Bält
- Rügen
- Kristiania (Oslo)
- Stralsund
- Dynekilen
- Osel
- Stäket
- Grengam

La seconde bataille de la baie de Køge ou de Kjöge, livrée dans le cadre de la Grande Guerre du Nord, oppose les forces navales de la Suède et du Danemark-Norvège le 4 octobre 1710.

## Le contexte
Après l'anéantissement de l'armée de Charles XII à Poltava (8 juillet 1709), la Suède se trouve en situation précaire. Ses ennemis lancent une offensive combinée sur deux fronts. À l'est, les Russes progressent dans les possessions suédoises des pays baltes et de Finlande, s'emparent au printemps 1710 de l'Estonie et de l'isthme de Carélie. À l'ouest, les Danois envahissent la Scanie, mais faute de troupes suffisantes sont finalement rejetés à la mer le 10 mars 1710 lors de la bataille d'Helsingborg.
Aussi les Russes mettent-ils à la disposition de leurs alliés danois, pour les aider à reconquérir le Skåneland qu'ils avaient dû céder 52 ans plus tôt lors du traité de Roskilde, un corps de quelque 6 000 hommes. Ceux-ci s'embarquent à Danzig à bord de navires marchands, mais une partie du convoi devra faire demi-tour en raison du mauvais temps.
L'objectif des Suédois est d'empêcher ce transfert de troupes qui représente une menace de première grandeur.

## Déroulement
L'escadre danoise d'Ulrik Christian Gyldenløve, au mouillage dans la baie de Køge, aperçoit des voiles sur l'horizon, et croit d'abord qu'il s'agit des transports de troupes qu'elle doit réceptionner. En fait, c'est la flotte suédoise commandée par Hans Wachtmeister. Une cannonade s'engage entre les avant-gardes des deux flottes. Le navire de ligne danois Dannebroge prend feu et explose (sur ses plus de 600 hommes d'équipage, seuls 3 auraient été recueillis). Deux grands vaisseaux suédois s'échouent, sont abandonnés et incendiés par leurs équipages.
Pendant ce temps arrive de l'est le reste du convoi de navires marchands transportant les troupes russes. 14 d'entre eux sont jetés à la côte et incendiés par les Suédois, qui se retirent ensuite car le vent souffle en tempête. La bataille s'arrête là.

## Bilan
Cette bataille n'a occasionné que des pertes limitées aux deux flottes en présence et n'a pas significativement modifié la balance des forces navales en Baltique. Elle est pour cette raison généralement considérée comme indécise.
Toutefois, du point de vue suédois, elle est considérée comme un succès, car elle a contribué à définitivement écarter toute menace d'invasion de ses provinces du sud.